# Apionidae
Famille
Les Apionidae sont une famille d'insectes curculionoïdes de l'ordre des coléoptères. Rien que pour la faune de France, cette famille compte plus de 1 500 espèces rassemblées au sein de la sous-famille des Apioninae (faisant partie actuellement de la famille des Brentidae selon certaines classifications).

## Liste des genres d'Apionidae
Selon ITIS (9 janvier 2019) :
- genre Apion Herbst, 1797
- genre Exapion Bedel, 1887
- genre Lispotherium Faust, 1891
- genre Perapion Wagner, 1907

Selon World Register of Marine Species (9 janvier 2019) :
- genre Apion Herbst, 1797
- genre Pseudaplemonus Wagner, 1930